# Marathon (álbum)
Marathon es el décimo álbum de estudio de Santana, publicado en 1979. El disco marca el inicio del declive comercial de la banda estadounidense, a pesar de contar con una canción que logró ingresar en el Top 40, "You Know That I Love You". Alex Ligertwood, que sería el cantante del grupo en la década de 1980, ingresó a la agrupación para la grabación de este disco.

## Lista de canciones

### Lado A
1. "Marathon" (Carlos Santana) - 1:28
2. "Lightning in the Sky" (Santana, Chris Solberg) - 3:52
3. "Aqua Marine" (Alan Pasqua, Santana) - 5:35
4. "You Know That I Love You" (Alex Ligertwood, Pasqua, Santana) - 4:26
5. "All I Ever Wanted" (Ligertwood, Santana, Solberg) – 4:02

### Lado B
1. "Stand Up" (Santana, Solberg) - 4:02
2. "Runnin'" (David Margen) - 1:39
3. "Summer Lady" (Ligertwood, Pasqua, Solberg) - 4:23
4. "Love" (Santana, Solberg) - 3:22
5. "Stay (Beside Me)" (Santana) - 3:50
6. "Hard Times" (Ligertwood, Margen, Pasqua) - 3:57

## Créditos
- Alex Ligertwood – voz
- Carlos Santana – guitarras, voz
- Chris Solberg – guitarras, teclados, voz
- Alan Pasqua – teclados, voz
- David Margen – bajo
- Graham Lear – batería
- Armando Peraza – percusión, voz
- Raul Rekow – percusión, voz